# Utt Panichkul
Greg Uttsada Panichkul (tiếng Thái: อัษฎา พานิชกุล, RTGS: Atsada Phanitchakun, phiên âm: Át-sa-đa Pha-nít-cun, sinh ngày 3 tháng 9 năm 1973,) còn có nghệ danh là Utt (อั๊ต), là một diễn viên, người dẫn chương trình và người mẫu người Thái Lan gốc Hoa sinh ra ở Hoa Kỳ.
Utt sinh ra và lớn lên tại California. Cha của anh là một giáo sư trong lĩnh vực khoa học xã hội. Anh có thể sử dụng thành thạo cả tiếng Thái và tiếng Anh. Utt thực ra hoàn toàn có nguồn gốc Hoa, mặc dù vậy một số người nói rằng nhìn khuôn mặt của anh giống "Luk kreung" (tức người lai Âu-Thái).

## Sự nghiệp
Utt hiện sinh sống và hoạt động chủ yếu tại Singapore, tại đây anh làm việc cho các chương trình chương trình truyền hình. Anh bắt đấu sự nghiệp của mình từ 15 năm trước tại Thái Lan. Anh cũng là một VJ cho kênh MTV Asia từ năm 1998.
Tại Singapore, Utt đã tổ chức 5 mùa chương trình huyền thoại đô thị Incredible Tales, và năm 2005, anh bắt đầu tham gia vở kịch Chase và trong năm 2007 anh tiếp tục với vở kịch tiếp theo của Chase là After Hours. Anh cũng dẫn chương trình truyền hình thực tế Live The Dream. Ngoài ra, anh cũng là người dẫn chương trình Hoa hậu Trái Đất 2007 tại Philippines và Hoa hậu Hòa bình Quốc tế 2013 tại Thái Lan.
Utt từng là phát ngôn viên cho nhãn hàng may mặc Giordano và cũng hai lần từng là phát ngôn viên cho Pepsi. Anh hiện là phát ngôn viên cho Brand's Essence of Chicken.
Hiện tại anh đang là chủ sở hữu và nhà quản lý của một công ty quản lý nghệ sĩ tại Singapore có tên là Seven95ive Artistes.

## Các bộ phim đã từng tham gia

### Phim điện ảnh
| Năm  | Phim                                                       | Vai            | Ghi chú   |
| ---- | ---------------------------------------------------------- | -------------- | --------- |
| 2005 | Chase Lưu trữ ngày 13 tháng 4 năm 2014 tại Wayback Machine | Gabriel Peh    |           |
| 2006 | Phua Chu Kang Pte Ltd                                      | Chính mình     | khách mời |
| 2007 | After Hours                                                | Gabriel Peh    |           |
| 2008 | Calefare                                                   |                | Cameo     |
| 2008 | Wrinkles                                                   |                |           |
| 2010 | The Pupil                                                  | Dr Gregory Lee | khách mời |
| 2016 | Fathers                                                    | Phoon          |           |

### Phim truyền hình
| Năm  | Phim                                             | Vai                          | Đóng với                                    | Đài    |
| ---- | ------------------------------------------------ | ---------------------------- | ------------------------------------------- | ------ |
| 1995 | Keu Hat Ta Krong Pi Pob                          | Phot                         |                                             | CH7    |
| 1996 | Baan Soi Dao                                     | AerTawan                     | Kullanat Preeyawat                          | CH7    |
| 1997 | Kularb Tee Rai Nam                               |                              |                                             | CH7    |
| 1999 | Khun Chai                                        |                              | Buachompoo Ford                             | CH7    |
| 2000 | Narm Sai Jai Jing                                | Tatpoom / Thad / Teddy       |                                             | CH3    |
| 2001 | Songkram Dok Ruk                                 | Tak                          | Buachompoo Ford                             | CH7    |
| 2003 | Kularb Len Fai                                   | Thipatai / "Trai"            | Ploy Jindachote                             | CH7    |
| 2004 | Rattamanee                                       | Daniel                       | Rinlanee Sripen                             | CH3    |
| 2014 | Full House (Thai ver) Ngôi nhà hạnh phúc         | Guy                          | Sushar Manaying & Pirath Nitipaisankul      | True4u |
| 2014 | Hormone 2 Tuổi nổi loạn 2                        | Giáo viên Pin                | (khách mời tập Toei)                        | GMMOne |
| 2015 | Jatt Ruk Tình duyên sắp đặt, hôn nhân dối lừa    | Kim                          | Nuengthida Sophon                           | OneHD  |
| 2015 | Rak Rae Lạc tình                                 | Nicholas                     | Akkaphan Namart & Khemanit Jamikorn         | CH7    |
| 2016 | Patiharn                                         | Angel {Seg 10: Miracle Love} | (khách mời)                                 | PPTV   |
| 2018 | Wake Up Ladies: The Series                       | Boss                         | (khách mời)                                 | OneHD  |
| 2019 | Wolf                                             | Patrick (Ep. 3-4)            | (khách mời)                                 | OneHD  |
| 2019 | Aruna 2019 Kiêu hãnh và định kiến - Ngoại truyện | Yang                         | Rasee Wacharapolmek                         | OneHD  |
| 2020 | Chun Cheu Bussaba Tên tôi là Bussaba             | Kim                          | Namthip Jongrachatawiboon & Thanapat Kawila | OneHD  |
| 2021 | Girl2K Gái văn phòng 2000 tuổi                   | Khun Prom                    |                                             | GMM25  |